# 루돌프 뫼스바우어

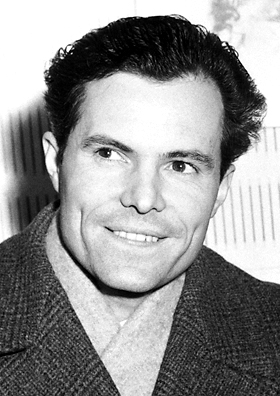
루돌프 뫼스바우어

루돌프 루트비히 뫼스바우어(독일어: Rudolf Mössbauer, 1929년 1월 31일 ~ 2011년 9월 14일)는 독일의 물리학자이다. 뮌헨 출생이며, 뮌헨 공과대학을 수학하였다. 뫼스바워는 파장을 정확하게 예측할 수 있는 감마선을 발생시키는 방법인 뫼스바우어 효과를 발견했는데, 아인슈타인의 상대성이론을 검증하는 데 이용되었다. 감마선의 공명흡수를 연구한 공로로 1961년 노벨 물리학상을 받았다.